# Friend zone
În cultura populară, friend zone (scris și Friendzone) se referă la o relație platonică în care o persoană dorește să intre într-o relație sentimentală sau sexuală, iar cealaltă nu. În general aceasta este considerată a fi nedorită de către persoana îndrăgostită.

## Motive
Există diverse explicații pentru motivele pentru care oamenii se încadrează într-o zonă de prieteni. Motivul pentru aceasta poate fi o interpretare greșită a semnelor sau teama că o tranziție la un nou nivel de relații poate chiar să ruineze prietenia. Autorul articolelor din ziarul «Chicago Tribune» a sugerat mai multe motive pentru care o persoană ar putea fi "dincolo de limită":
- obiectul A nu este suficient pentru obiectul B;
- obiectul A înțelege greșit semnalele non-verbale de la Obiectul B, care demonstrează interesul său de a vedea că prietenia se mișcă la un nou nivel de relație;
- obiectul A nu atrage în mod sexual obiectul B;

Este de remarcat faptul că în prietenia dintre un băiat și o fată, absolut toată lumea poate intra într-o zonă de prietenie. Putem da un alt exemplu: un prieten a fost ca o prietenă pentru așa-zisa prietena, cu care poți discuta orice. Dar relația lor sa deteriorat semnificativ după ce iubitul și-a dorit prietenia să se dezvolte într-o relație de dragoste.